# Catenaria ponderada

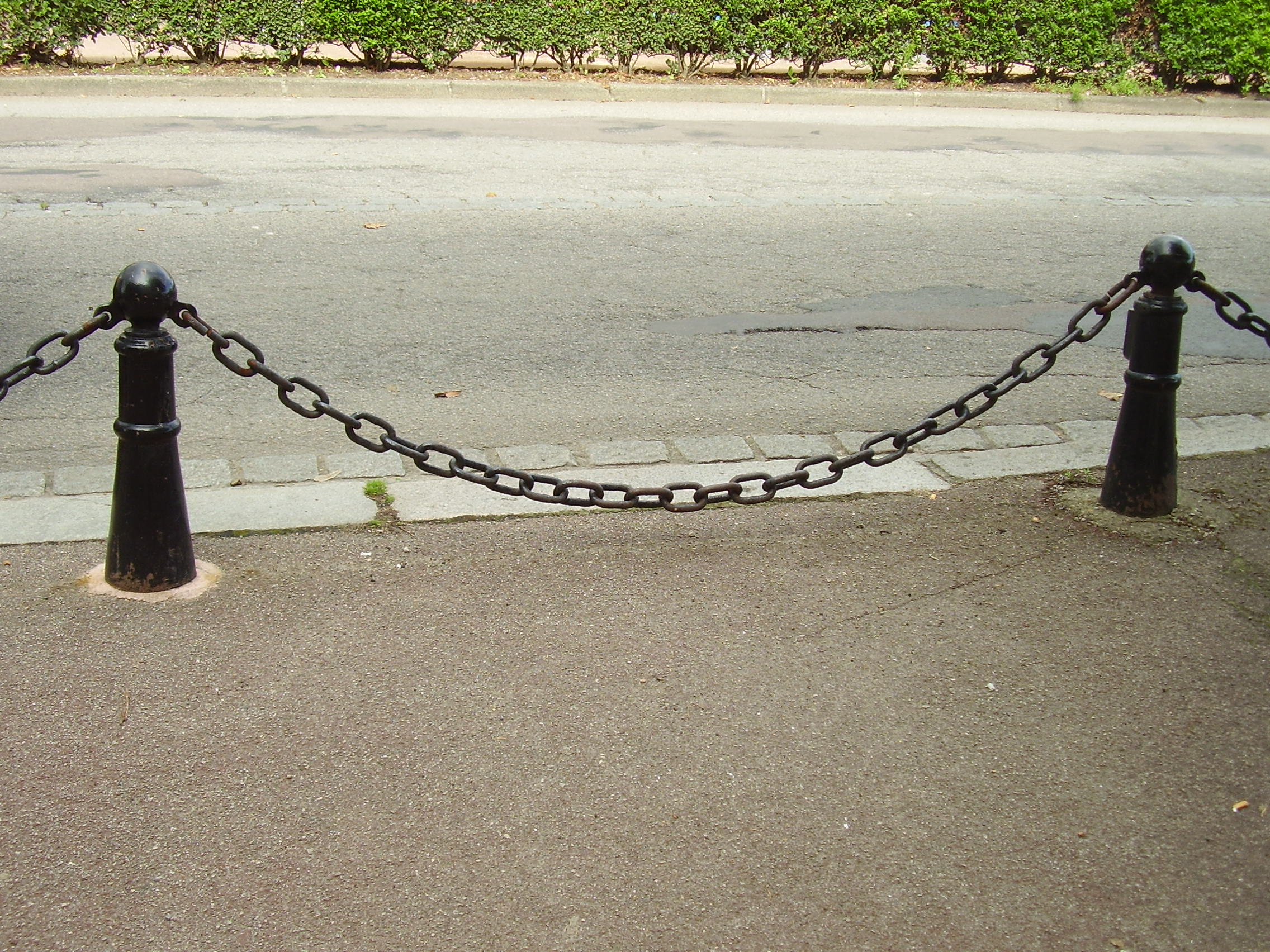
Una cadena colgante forma una catenaria, distinta de una catenaria ponderada

Una catenaria ponderada es un tipo de curva catenaria de una forma especial. Una catenaria ordinaria tiene la ecuación
{\displaystyle y=a\,\cosh \left({\frac {x}{a}}\right)={\frac {a\left(e^{\frac {x}{a}}+e^{-{\frac {x}{a}}}\right)}{2}}}
para un valor dado de a. En cambio, una catenaria ponderada tiene la ecuación
{\displaystyle y=b\,\cosh \left({\frac {x}{a}}\right)={\frac {b\left(e^{\frac {x}{a}}+e^{-{\frac {x}{a}}}\right)}{2}}}
que depende de dos constantes: a y b.

## Significado

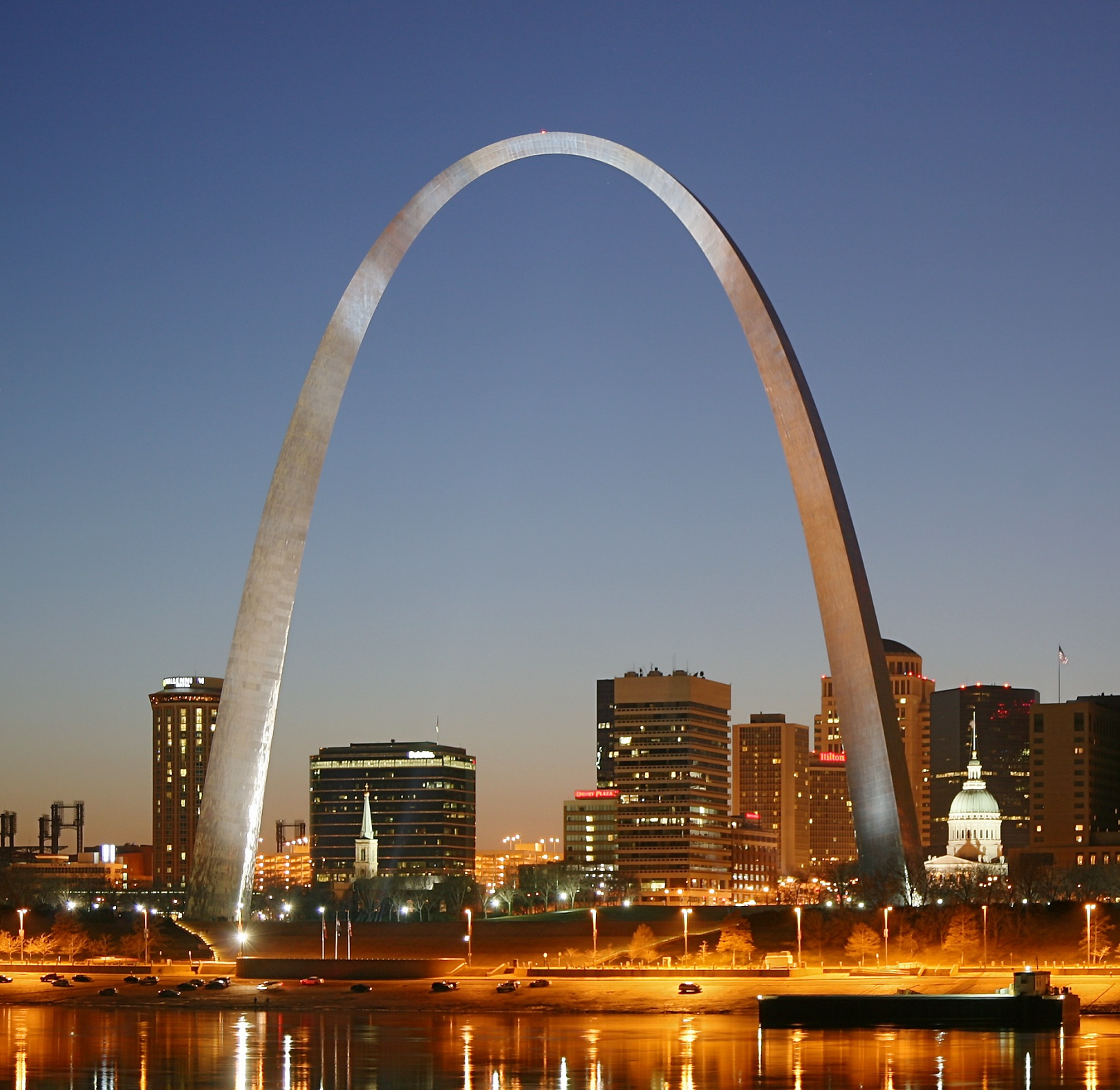
El arco de San Luis (Misuri): grueso en la parte inferior y delgado en la parte superior

Un arco catenario tiene un espesor uniforme. Sin embargo, si
1. El arco no es de espesor uniforme[1]
2. El arco no soporta únicamente su propio peso[2]
3. O si la gravedad no fuese constante[3]

se vuelve más complejo, tomando la forma de una catenaria ponderada.
La relación de aspecto de una catenaria ponderada (o de otra curva) queda descrita por un marco rectangular que contiene el fragmento seleccionado de una curva (que teóricamente, puede continuar hasta el infinito).

## Ejemplos
- El Arco Gateway en la ciudad estadounidense de San Luis (Misuri) es el ejemplo más famoso de una catenaria ponderada.
- Los puentes de suspensión simple utilizan catenarias ponderadas.[5]